# Ага-Солтан, Неда
Неда Ага-Солтан (перс. ندا آقاسلطان‎; 23 января 1983 — 20 июня 2009) — иранская девушка, предположительно убитая басиджи во время акции протеста в Иране (2009). Кто-то из протестующих сумел запечатлеть смерть девушки на камеру мобильного телефона, и позже, когда эта видеозапись была опубликована в интернете, Неда стала символом оппозиции.
Неда на языке фарси значит «голос» или «призыв», это имя во всём мире стало символом «голоса Ирана» и иранской демократической оппозиции, борющейся с исламистским режимом.

## Обстоятельства смерти
Вечером 20 июня 2009 года в Тегеране Неда вместе со своим учителем музыки Хамидом Панахи ехала в автомобиле Peugeot 206. Машина застряла в автомобильной пробке. Было жарко, и Неда решила выйти из машины, чтобы посмотреть на демонстрантов, собравшихся на проспекте Карегар и соседних улицах. По словам Панахи, через некоторое время раздался звук, похожий на треск. Это был выстрел из снайперской винтовки. Пуля попала девушке в грудь, она упала на проезжую часть и, истекая кровью, через несколько минут скончалась. Похоронена на кладбище Бехеште-Захра на юге Тегерана.
По одной из версий иранского правительства, Неда была убита по ошибке. Снайпер принял её за сестру активиста «Организации моджахедов», который был казнён в провинции Мазандаран некоторое время назад. Позже версия властей об истинном виновнике гибели девушки неоднократно менялась. Сообщалось, что её убили демонстранты, желающие обвинить в убийстве правительство. Сообщали также, что девушку застрелил неизвестный бандит на мотоцикле. Появлялись и другие варианты дезинформации.
Любительская видеозапись смерти Неды была опубликована на Facebook и YouTube и распространилась по всему интернету. Видео сопровождалось голосом неизвестного, позднее идентифицированного как доктор Араш Хиджази (Arash Hejazi), утверждающего, что присутствовал при записи видео:

В 19:05 20 июня на проспекте Карегар, на углу улиц Хосрави и Салехи. Басидж, спрятавшийся на крыше жилого дома, убил молодую женщину, стоявшую на улице со своим отцом [sic. — позже сопровождавший Неду мужчина был идентифицирован как её учитель музыки Хамид Панахи]. Они наблюдали за протестами. Басидж целился в девушку и не мог промахнуться. Он целился прямо в сердце. Я сам врач, я подбежал, чтобы спасти её. Однако выстрел был настолько мощным, что пуля разорвалась в груди девушки, она умерла в течение 3 минут. Марш протеста растянулся на километр от главной улицы, некоторые из протестующих убегали от слезоточивого газа, распылённого в толпе, по направлению к улице Салехи. Видео было снято моим другом, который стоял прямо за мной. Пожалуйста, расскажите об этом всему миру.

Обсуждение убийства Неды в твиттере с использованием ключевого слова #neda стало одной из главных тем к концу дня 20 июня 2009 года. Смерть Неды не освещалась в государственных иранских СМИ, но о ней сообщили международные средства массовой информации. CNN неоднократно показывала видео как с цензурой, так и без.

## Интервью жениха погибшей
Журналист агентства Associated Press взял телефонное интервью у 37-летнего фотожурналиста Каспиана Макана, жениха Неды.
Неда стала символом борьбы между участниками протестов и правительством Ирана. Она хотела демократии и свободы для иранского народа. Она была среди моих друзей на Facebook, и мы собирались пожениться. За несколько дней до её смерти между нами произошла ссора. Неда приняла решение участвовать в протестах против результатов президентских выборов. Я попытался отговорить её от участия в демонстрации, считая, что её могут арестовать или даже убить. Но она ответила, что наше участие будет иметь смысл, даже если пуля пронзит моё сердце. К несчастью, именно так она и погибла. Пуля прострелила её лёгкое, и спустя несколько минут она умерла. В многочисленных источниках сообщается, что в момент смерти рядом с Недой находился её отец. Но мужчина с белыми волосами — это её учитель музыки. На видеозаписи он надавливает ей на грудь и повторяет: «Не бойся, Неда, дорогая, не бойся!» Она изучала филологию, но разочаровалась в занятиях и стала учиться игре на фортепиано. Мы познакомились во время отпуска в турецком городе Измир. Она была откровенной и любила поэзию — стихи иранского поэта Руми и американца Роберта Фроста. Её пацифизм делал её настоящей иранкой. Она считала, что люди не должны всё время воевать и ссориться и что невежество — единственное, против чего должны бороться иранцы.

## Видео
Существует три видеозаписи, запечатлевшие смерть Неды; на одной из них Неда падает на землю, судя по всему, ещё в сознании. На второй видеозаписи Неда уже потеряла сознание и истекает кровью.
Первая видеозапись сделана на мобильный телефон.
Оператор приближается к группе людей, столпившихся у машины, припаркованной на обочине. Когда он подходит ближе, видно, как Неда падает на тротуар, у её ног большое кровавое пятно. Двое мужчин, один из которых судя по всему её отец, пытаются оживить её; спустя несколько секунд её глаза закатываются и она теряет сознание. Из носа и рта выходит кровь, слышны крики людей.
В этот момент начинается вторая видеозапись. Оператор подходит к Неде и двум мужчинам; камера поднимается над ними и показывает лицо Неды; её взгляд погас, кровь течёт из носа и рта. Слышны громкие крики.
Мужчина рядом с Недой в первом видеофрагменте произносит её имя:

Неда, не бойся, Неда, не бойся. [неразборчиво из-за криков] Неда, не покидай меня. Неда, не покидай меня!

В третьем видеофрагменте Неда видна незадолго до смерти, во время марша протеста.
Позднее первому видео присудили премию Джорджа Полка как лучшему видеосюжету 2009.

## Интересные факты
- Неда, погибшая в ходе протестов против результатов президентских выборов, отказалась голосовать в ходе самих выборов. Посетив три избирательных участка и не обнаружив ни на одном из них наблюдателей от Мусави, а только представителей действующего президента, Неда усомнилась в честности и прозрачности процедуры голосования[13].
- С большой вероятностью предполагаемым убийцей Неды является Аббас Каргар Джавид. По одной из версий, он на месте происшествия потерял своё удостоверение члена бригад басиджей, по другой — у него кто-то успел это удостоверение отобрать[14].
- Спустя несколько месяцев после смерти Неды появилась официальная информация иранских властей о якобы инсценировке смерти девушки. Заявлялось, что Неда при падении вылила на себя жидкость, похожую на кровь (или действительно чью-то кровь), а также добавлялось, что девушка была убита людьми из её собственного окружения, причём выстрелом в спину[15].

## Дополнительная информация
- Les images de la mort de Neda bouleverse le web – Metro. Дата обращения: 21 июня 2009. Архивировано 2 апреля 2012 года.
- Neda, la ragazza uccisa a Teheran diventa il simbolo della rivolta - esteri - Repubblica.it. Дата обращения: 21 июня 2009. Архивировано 2 апреля 2012 года.
- Deaths confirmed in Iran unrest. Aljazeera.net. 21 июня 2009. Дата обращения: 21 июня 2009. Reports on community-driven websites such as Twitter claim a number of protesters were killed by police in the clashes. One video uploaded to YouTube on Saturday alleged to show a teenage girl - being called Neda - dying on the street after being shot by police. Al Jazeera was unable to verify the authenticity of the video or other reports of violence due to an official ban on independent reporting in the capital. However, on blogs and social-networking websites, Neda was being held up as a symbol and a martyr for the protesters.
- Aufruhr im Iran: Neda, die Märtyrerin - Politik - STERN.DE. Дата обращения: 21 июня 2009. Архивировано 2 апреля 2012 года.
- Le Figaro - International: Neda, martyre de la contestation et icône du web. Дата обращения: 21 июня 2009.
- Sterben in Iran: Neda, die Ikone des Protests - SPIEGEL ONLINE - Nachrichten - Politik. Дата обращения: 21 июня 2009. Архивировано 2 апреля 2012 года.
- In Iran, One Woman's Death May Have Many Consequences. Time.com. 21 июня 2009. Архивировано 22 июня 2009. Дата обращения: 21 июня 2009.